# FV Arab Trader
Le FV Arab Trader est un ancien vraquier qui a fait naufrage au large de Mombasa au Kenya. Partiellement démantelé sur place, il sert maintenant de récif artificiel. Jusqu'en 1947, c'était un chalutier armé de classe Isles du nom de HMT Gulland,

## Armement duGulland
- 1 canon de 76 mm antiaérien,
- 3 canons de 20 mm Oerlikon,
- 30 grenades anti-sous-marine.

## Caractéristiques de l'épave
L'épave est située à environ 2 km de la plage de Nyali, soit à entre 10  et   20 min en bateau à moteur depuis cette plage. Ses coordonnées géographiques sont 4° 03′ 03″ S, 39° 44′ 07″ E.